# Проспект Архітектора Альошина (Харків)
Проспект Архітектора Альошина — один з проспектів в місті Харків.

## Розташування
Проспект починається від прохідної ХТЗ, перетинає вулиці Миру, Біблика, Олександрівський проспект і далі тягнеться на південь до вулиці Луї Пастера.

## Історія
Будівництво проспекту сягає початку 1930-х років, коли у відкритому степу біля залізничної станції Лосєве виріс завод — Харківський тракторобудівний завод. Коли ще тільки починав будуватися завод, перед ним стали з'являтися невеликі робочі поселення. А до моменту пуску для робітників було побудовано «соцмісто». Основну частину проспекту побудовано в 1950-х.

## Галерея

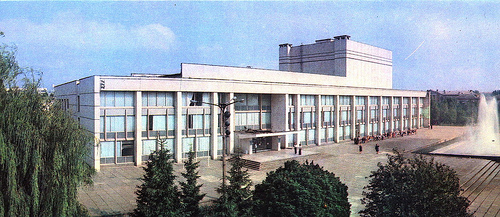
Будинок культури ХТЗ
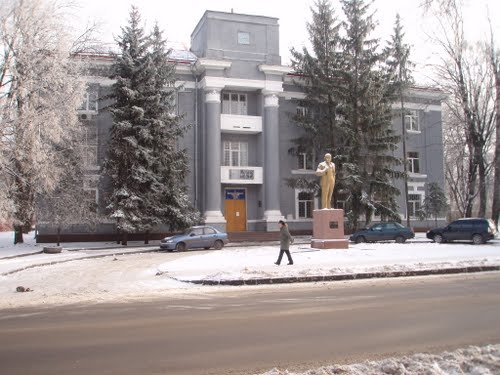
Суд Індустріального району